# Earl Boen
Earl Boen (Pueblo (Colorado), 8 augustus 1941 – Hawaii, 5 januari 2023) was een Amerikaans acteur. Hij is het best bekend van de films The Terminator, Terminator 2: Judgment Day en Terminator 3: Rise of the Machines, waarin hij de rol van Dr. Peter Silberman speelde. Hij speelde ook mee in Naked Gun 33⅓: The Final Insult.
Naast speler in films was Boen ook stemacteur. Zijn stem is in vele videospellen, tekenfilms en animatiefilms te horen.  
Boen overleed op 81-jarige leeftijd. Hij leed aan longkanker.